# Babe (Sugarland)
Babe è un singolo dal duo musicale statunitense Sugarland in collaborazione con la cantautrice americana Taylor Swift il 20 aprile 2018, come secondo singolo estratto dal loro sesto album in studio, Bigger.
La versione originale di Taylor è stata inclusa nell'album Red (Taylor's Version), pubblicato il 12 novembre 2021.

## Descrizione e pubblicazione
Babe, che vede la partecipazione della cantante statunitense Taylor Swift, è stata scritta dalla stessa Swift con Pat Monahan e prodotta da Kristian Bush, Jennifer Nettles e Julian Raymond. La cantante aveva inizialmente scritto il brano per il suo quarto album Red, non includendolo tuttavia nella tracklist finale. Si tratta inoltre della prima collaborazione in assoluto degli Sugarland con altri artisti. La versione solista di Taylor Swift è presente nella riedizione di Red, intitolata Red (Taylor's Version), pubblicato il 12 novembre 2021.
È composto in chiave di Mi maggiore ed ha un tempo di 172 battiti per minuto. Il testo affronta la fine di una relazione amorosa a causa di un partner infedele; a Nettles sono affidate le parti principali, mentre Swift si occupa dei cori nei ritornelli e nel bridge. Brittney McKenna di Rolling Stone l'ha accostato al disco di Swift Speak Now.

## Video musicale
Dopo averne presentato un trailer in occasione dei CMT Music Award 2018, il video musicale, diretto da Anthony Mandler, è stato reso disponibile il 9 giugno del medesimo anno.
La clip vede la partecipazione di Jennifer Nettles, Taylor Swift e dell'attore statunitense Brandon Routh, oltre a un cameo da parte di Kristian Bush. Nettles e Routh interpretano una coppia sposata, mentre Swift veste i panni di una segretaria che intraprende una relazione segreta con Routh, il suo capo. Nelle scene viene mostrata l'infedeltà dell'uomo, il quale, alla fine del video, finisce per spezzare il cuore a entrambe le donne. Il personaggio di Taylor Swift è stato paragonato a Joan Holloway della serie televisiva Mad Men. Il videoclip è stato selezionato come video dell'anno ai Country Music Association Awards 2018 e agli Academy of Country Music Awards 2019, insieme ad altre due candidature ricevute al CMT Music Award.

## Esibizioni dal vivo
Gli Sugarland si sono esibiti dal vivo con Babe l'8 maggio 2018 al Live with Kelly and Ryan e il 6 giugno successivo al Today Show. Hanno poi cantato il singolo dal vivo, per la prima volta con Taylor Swift, il 6 ottobre 2018, durante un concerto del Taylor Swift's Reputation Stadium Tour tenutosi ad Arlington.

## Tracce
Download digitale
1. Babe (feat. Taylor Swift) – 3:35

## Successo commerciale
Dopo la sua prima settimana intera di disponibilità, Babe ha debuttato alla 72ª posizione della Billboard Hot 100 grazie a 38 000 copie digitali e 4,2 milioni di riproduzioni streaming, diventando il dodicesimo ingresso in classifica degli Sugarland e il primo dal 2011. Nella stessa settimana ha raggiunto l'8º posto della Hot Country Songs, segnando la dodicesima top ten del duo (la prima dal 2010) e la ventesima della cantante (la prima dal 2013).

## Classifiche
| Classifica (2021) | Posizione massima |
| ----------------- | ----------------- |
| Canada            | 94                |
| Stati Uniti       | 72                |

## Babe (Taylor's Version) (From The Vault)
In seguito alla controversia con la sua precedente casa discografica e la vendita dei master delle pubblicazioni precedenti al suo contratto con la Republic Records, Swift ha cominciato a ri-registrare tutta la sua discografia dal 2006 al 2019, includendo anche brani non inclusi in alcun album in studio. Ogni reincisione presenta la dicitura Taylor's Version nel titolo, per distinguerla dall'incisione originale e quindi dal master non di proprietà della cantautrice.
Il 12 novembre 2021 Taylor Swift ha pubblicato il brano in versione inedita sotto il nome Babe (Taylor's Version)(From The Vault), incluso nell'album Red (Taylor's Version), come previsto in originale.